# Heliophila elongata
Heliophila elongata är en korsblommig växtart som först beskrevs av Carl Peter Thunberg, och fick sitt nu gällande namn av Dc. Heliophila elongata ingår i släktet solvänner, och familjen korsblommiga växter. Inga underarter finns listade i Catalogue of Life.